# Hypagophytum abyssinicum
Hypagophytum abyssinicum är en fetbladsväxtart som först beskrevs av Ferdinand von Hochstetter och Achille Richard, och fick sitt nu gällande namn av Alwin Berger. Hypagophytum abyssinicum ingår i släktet Hypagophytum och familjen fetbladsväxter. Inga underarter finns listade i Catalogue of Life.